# Živilė Balčiūnaitė
Živilė Balčiūnaitė (Vilnius, 3 april 1979) is een Litouwse langeafstandsloopster, die gespecialiseerd is in de marathon. Ze is meervoudig nationaal kampioene op diverse lange afstanden. Ook nam ze tweemaal deel aan de Olympische Spelen, maar won hierbij geen medailles. In 2010 werd zij Europees kampioene op de marathon, maar deze titel werd haar later vanwege een overtreding van het dopingreglement weer afgenomen.

## Loopbaan
In 2004 maakte Balčiūnaitė op 25-jarige leeftijd haar olympisch debuut op de Olympische Spelen van Athene. Met een tijd van 2:35.01 werd ze veertiende op de marathon. Vier jaar later was haar 2:29.33 op de Olympische Spelen in Peking voldoende voor een elfde plaats.
Haar beste prestatie leverde Balčiūnaitė op de Europese kampioenschappen van 2010, waar ze met een tijd van 2:31.14 de Europese titel veroverde.
Tegelijk wierp deze prestatie echter ook onheil over haar af. In april 2011 maakte de Litouwse atletiekfederatie bekend dat Balčiūnaitė in Barcelona was betrapt op anabolicagebruik en als gevolg hiervan voor de duur van twee jaar was geschorst. In haar urine was een afwijkende verhouding tussen het mannelijke geslachtshormoon testosteron en epitestosteron vastgesteld (T/E-ratio). In januari was ze al voorlopig geschorst voor de duur van het onderzoek. De atlete ontkende echter doping te hebben gebruikt en weet de positieve test aan het medicijn duphaston, dat ze van haar gynaecoloog had voorgeschreven gekregen. Zij ging tegen haar straf in beroep bij het Internationaal Sporttribunaal (TAS), dat op 2 april 2012 haar beroep verwierp. Dit betekende dat Balčiūnaitė haar straf tot september 2012 moest uitzitten en dus niet kon deelnemen aan de Olympische Spelen in Londen. Ook betekende dit definitieve diskwalificatie bij de EK van 2010, waardoor ze haar titel kwijtraakte.

## Titels
- Europees kampioene marathon - 2010
- Litouws indoorkampioene 3000 m - 1997
- Litouws kampioene 5000 m - 1999, 2005
- Litouws kampioene 10.000 m - 2000, 2004

## Persoonlijke records

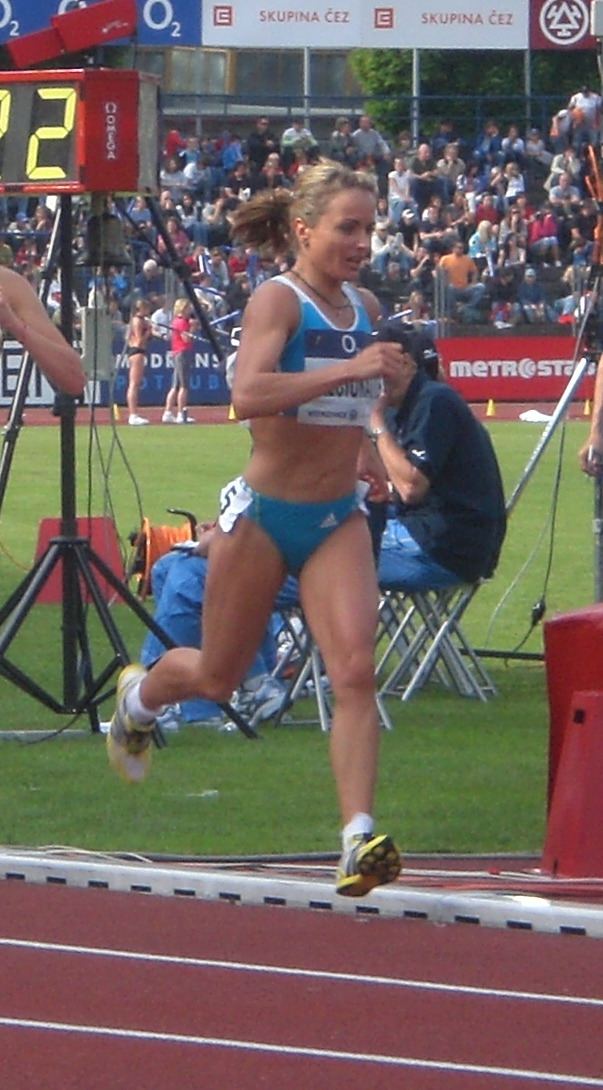
Tijdens de Golden Spike Meeting 2010, Ostrava

Baan
| Onderdeel | Prestatie     | Datum        | Plaats  |
| --------- | ------------- | ------------ | ------- |
| 3000 m    | 9.15,12       | 18 juni 2005 | Tallinn |
| 5000 m    | 15.55,05      | 9 juni 2005  | Ostrava |
| 10.000 m  | 32.30,48 (NR) | 14 juni 2005 | Toela   |

Weg
| Onderdeel      | Prestatie    | Datum            | Plaats       |
| -------------- | ------------ | ---------------- | ------------ |
| 8 km           | 26.04 (NR)   | 9 augustus 2003  | Chambersburg |
| 15 km          | 50.13 (NR)   | 19 november 2006 | Tokio        |
| 10 Eng. mijl   | 55.53 (NR)   | 24 augustus 2002 | Flint        |
| 20 km          | 1:07.41 (NR) | 19 november 2006 | Tokio        |
| halve marathon | 1:10.23 (NR) | 6 november 2005  | Boedapest    |
| 25 km          | 1:24.49      | 20 november 2005 | Tokio        |
| 30 km          | 1:42.23      | 20 november 2005 | Tokio        |
| marathon       | 2:25.15 (NR) | 20 november 2005 | Tokio        |

## Palmares

### 3000 m
- 1998: 10e WJK - 9.34,01
- 2006: 8e Europacup B - 10.09,50

### 10.000 m
- 2008: 15e Europacup - 34.31,56

### 20 km
- 2006: 34e WK in Debrecen - 1:10.10

### halve marathon
- 2002: 5e halve marathon van Philadelphia - 1:15.25
- 2003: 28e WK in Vilamoura - 1:13.47
- 2004: 17e WK in New Delhi - 1:13.53
- 2005: 26e WK in Edmonton - 1:13.54

### marathon
- 2000: 8e marathon van Frankfurt - 2:40.53
- 2001: 6e marathon van Hamburg - 2:35.18
- 2002: 4e marathon van Hamburg - 2:33.36
- 2003:  marathon van Los Angeles - 2:33.36
- 2003:  marathon van Dublin - 2:30.45
- 2004:  marathon van Valencia - 2:41.05
- 2004:  marathon van Los Angeles - 2:34.41
- 2004: 14e OS - 2:35.01
- 2004: 5e marathon van Tokio - 2:35.01
- 2005:  marathon van Los Angeles - 2:28.10
- 2005:  marathon van Tokio - 2:25.15
- 2006: 10e Boston Marathon - 2:32.16
- 2006: 4e EK - 2:31.01
- 2006: 5e marathon van Tokio - 2:33.18
- 2007: 4e marathon van Hamburg - 2:31.13
- 2007: 33e WK - 2:43.28
- 2007: 8e marathon van Tokio - 2:34.29
- 2008: 11e OS - 2:29.33
- 2008: 10e marathon van Berlijn - 2:36.40
- 2009: 18e WK - 2:31.06
- 2009: 7e marathon van Yokohama - 2:32.09
- 2010: 9e marathon van Sevilla - 2:45.09
- 2010: 8e marathon van Rome - 2:35.31
- 2010:  EK - 2:31.14
- 2012: 15e marathon van Yokohama - 2:37.59
- 2013: 20e WK - 2:41.09
- 2014: 27e EK - 2:39.53

### veldlopen
- 1997: 74e WK junioren - 16.58

- World Athletics: 14290186
- Virtual International Authority File: 7432154260709924480009